# كيم هيوز (كرة سلة)
كيم هيوز (بالإنجليزية: Kim Hughes)‏ مواليد 4 يونيو 1952 في فري بورت، هو مدرب كرة سلة أمريكي ولاعب سابق. بدأ مسيرته الاحترافية في سنة 1975. تم اختياره من قبل فريق بوفالو بريفز خلال الدرافت. يبلغ طوله 6 قدم 11 بوصة (2.1 م). اعتزل اللعب في 1989. أحرز خلال مسيرته في الإن بي إيه 1624 نقطة بمعدل 3.8 نقاط في المباراة الواحدة.

## المسيرة الاحترافية
لعب مع بروكلين نتس في سنة 1978، ثم لعب مع دنفر ناغتس من سنة 1978 إلى 1981، ثم لعب مع كليفلاند كافالييرز في موسم 1980–1981، ثم لعب مع فيرتوس روما في الدوري الإيطالي من سنة 1981 إلى 1983، ثم لعب مع فيولا ريدجو كالابريا من سنة 1983 إلى 1988.

## إحصائيات المسيرة
| الفريق            | السنة   | G  | W | L  | W–L% | النهاية | PG | PW | PL | PW–L% | النتيجة                  |
| ----------------- | ------- | -- | - | -- | ---- | ------- | -- | -- | -- | ----- | ------------------------ |
| لوس أنجلوس كليبرز | 2009–10 | 33 | 8 | 25 | .242 | 3       | —  | —  | —  | —     | غاب عن الأدوار الإقصائية |
| المسيرة           |         | 33 | 8 | 25 | .242 |         | —  | —  | —  | —     |                          |

## روابط خارجية
- كيم هيوز على موقع إن بي أي (الإنجليزية)
- كيم هيوز على موقع سبورتس رفرنس (الإنجليزية)
- كيم هيوز على موقع كلية كرة السلة في سبورتس رفرنس.كوم (الإنجليزية)
- كيم هيوز على موقع ريلجم (الإنجليزية)
- كيم هيوز على موقع بروبوليرز (الإنجليزية)
- كيم هيوز على موقع سبورتس رفرنس (الإنجليزية)